# غزوات المغول على فلسطين

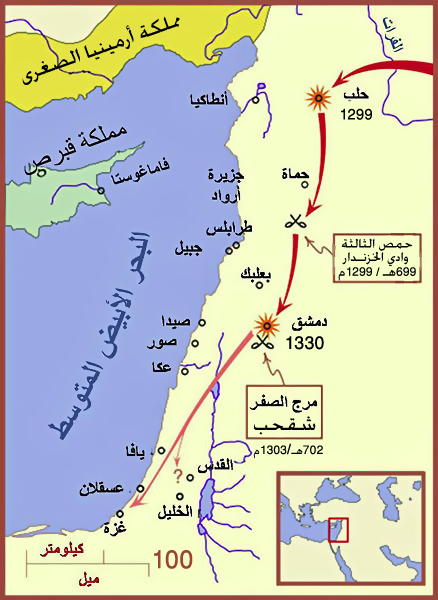
هجوم المغول عام1260 على الشام القوات المركزية كانت شمالا وبعض الكتائب التي تغزو جنوبا حتى غزة

بدأت تلك الغزوات تأخذ مكانها مع نهاية الحملات الصليبية مباشرة، يكون بعد نجاحات محدودة للمغول بغزوهم الشام خاصة عام 1260 و1300. فبعد كل حملة من تلك الحملات يكون عندهم الوقت الكافي ليتمكنوا من الانطلاق للغزو جنوباً داخل فلسطين حتى غزة. تلك الغارات ينفذها أعداد صغيرة من الجيش المغولي تخرج للسلب والنهب والقتل وتخريب كل شيء أمامهم. مما يدل على أن المغول ليست لهم نية لضم فلسطين إلى النظام الإداري لمملكتهم، وبعد أشهر من غزوهم لسوريا يعود الجيش المملوكي ليطردهم ويعيد الشام إلى حكمه.

## حملات المغول عام 1260
بسعى المغول الحثيث في عام 1258 وبقيادة هولاكو لتوسيع الإمبرطورية المغولية تمكنوا من السيطرة على قلب العالم الإسلامي، مدينة بغداد, مدمرين الخلافة العباسية ومن ثم توجه الجيش المغولي يرافقه جيش من جورجيا ومن أرمينيا الصغرى وإنطاكيا (وهي بلدان خاضعة لحكمه) إلى الشام التابعة لحكم الدولة الأيوبية, فاستولوا على حلب وفي الأول من مارس 1260 غزوا دمشق منهين حكم الأيوبيون بالشام.
بمجرد مادمر المغول على مراكز القوى بالعالم الإسلامي التي ببغداد ودمشق انتقل المركز القوة الإسلامي مباشرة إلى القاهرة حيث حكم المماليك. المغول بالتأكيد لم يكن يوقفهم شيء وهم متجهين إلى مصر عن طريق فلسطين، ولكن شاءت رحمة الله وأن يتوقف المد المغولي بسبب وفاة إمبراطور المغول مونكو خان وحصول بعض الاضطرابات بوطنهم الأم مما استلزم بهولاكو أن يعود بأغلب قواته تاركا ما بين واحد أو إثنين تومين (10,000- 20,000) من الخيالة المغول بسوريا بقيادة النسطوري كتبغا, الذي أكمل مسيره باتجاه مصر ووصل حتى القدس وعسقلان. معظم المؤرخين يوافقون على أن القدس نفسها تعرضت لغزوة واحدة على الأقل من المغول خلال تلك المدة ولكنها لم تكن احتلت أو تعرضت لغزو قبل ذلك.

### حادثة صيدا (1260)
عندما وصلت حدود الأراضي المغولية محاذية مع الفرنجة, حصلت عدة مشاكل معهم، ومنها قاد إلى مصيبة لصيدا. عندما هاجم جوليان الصليبي حاكم صيدا والذي وصفه المعاصرون بالأرعن وصاحب تصرفات غير مسؤولة، ونهب البقاع التابعة لسيطرة المغول بذلك الوقت. وعندما أرسل القائد المغولي كتبغا ابن أخيه بقوة صغيرة لأخذ التعويض عما حصل تعرضوا لكمين وقتلوا بأمر من جوليان مما سبب بهيجان كتبغا واكتسح إقليم صيدا, وقد سبب هذا الحادث تخوفا شديدا من طرف الصليبيين من المغول وقد كان هذا إيذانا بانتهاء الحلف ما بين المغول والصليبيين

### معركة عين جالوت
انظر معركة عين جالوت
بعد انسحاب المماليك من الشام إلى مصر طلب المماليك من فرنجة عكا المساعدة، ولكن الفرنجة اختاروا الموقع السلبي الحيادي بين المماليك والمغول، بالرغم من عدائهم التقليدي مع المماليك بذلك الوقت لكنهم أعتبروا المغول بأنهم الخطر الأعظم من المسلمون، مما سهل للمسلمين المرور عبر الأراضي التابعة للصليبيين بدون مشاكل معهم، وقد جمع المماليك أكبر مايمكن من القوات لمواجهة ماتبقى من جيش المغول في سبتمبر 1260. وقعت معركة عين جالوت في الجليل وانتصر المماليك نصرا ساحقا على المغول ويعتبر هذا النصر من الأهمية بمكان ليس للمنطقة وحسب ولكن تلك المعركة اعتبرت أول معركة عانى فيها المغول هزيمة مؤلمة، وقد حاولوا مرات عدة غزو تلك المنطقة ولكنهم فشلوا حتى عام 1300 وسنرى ذلك لاحقاً.

## غزوات المغول خلال الحملة الصليبية التاسعة
في عام 1269 الأمير إدوارد (إدوارد الأول لاحقا) ومن وحي قصص عمه ريتشارد قلب الأسد والحملة الصليبية الثانية للملك لويس الفرنسي، قاد حملة بنفسه(الحملة التاسعة). عدد الفرسان والتابعين الذين شاركوا بالحملة كانوا قليل العدد نسبيا، تقريبا 230 فارس مع حوالي100 راجل. أكثرهم من المعارف والمقربين له مع أصحابهم. وبمجرد وصوله إلى عكا بتاريخ 9 مايو 1271 أرسل مباشرة سفارة إلى أباقا خان حاكم إلخانات. وكانت خطته هي طلب مساعدة المغول لمهاجمة السلطان بيبرس وقد استجاب أباقا لطلبه وأرسل له ردا بتاريخ 4 سبتمبر 1271 ثم أرسل جيشه أواسط أكتوبر 1271 فوصلت سوريا واكتسحوا المناطق من حلب متجهين جنوبا. لم يستطع أباقا أن يرسل أكثر من تومين (وهو عشرة آلاف خيال)بسبب المشاكل مع تركستان المجاورة له مع بعض الدعم من الجيوش السلاجقة, وكانوا تحت قيادة ساماقر. وقد أحدثت تلك الحملة لجوء جماعي كثيف للمسلمين صوب مصر. هزم المغول القوات التركمانية التي تحمي حلب مما جعل الحامية المملوكية تهرب، وتقدموا حتى وصلوا معرة النعمان وأفاميا شمال حماة ولكنهم سرعان مارتدوا وهربوا إلى ماوراء نهر الفرات عندما سمعوا بتجهيز السلطان بيبرس الجيوش لمقاتلتهم حيث لا طاقة لهم لمواجهة الجيش المملوكي بكامله.

## حملات المغول عامي 1299 -1300
بصيف عام 1299 استطاع المغول بقيادة محمود غازان أخذ حلب وهزم المماليك بعد انسحابهم من معركة وادي الخزندار يوم 23 أو 24 ديسمبر 1299 وقد لاحقت كتيبة مغولية المماليك حتى غزة، ثم حاصر غازان دمشق ما بين 30 ديسمبر و6 يناير 1300. لكن القلعة استبسلت وقاومت، بعد ذلك رجع غازان بعد نهبه دمشق عائدا في فبراير 1300 ربما يكون سبب عودته هو حاجة خيله الكثيرة للطعام وقد يكون تهديد الجاكاتاي له وخوفه من احتلالهم فارس الدافع للعودة، وترك بالشام جيشا تعداده تومين (10,000 خيال)بقيادة مولاي وقد تقدم حتى غزة ثم عاد بسرعة.

### مصيرالقدسعام 1300

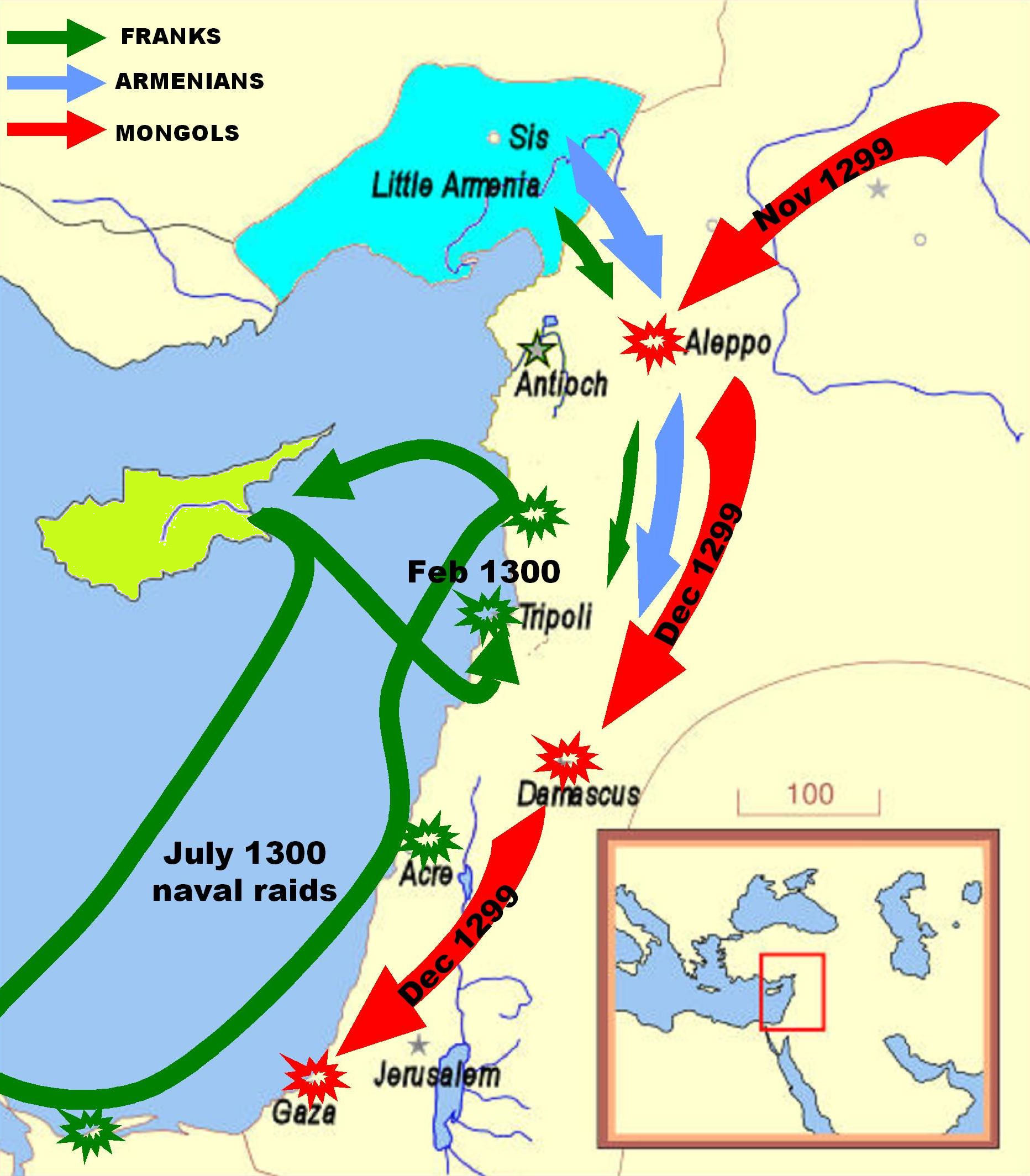
العمليات المغول- الفرنجة بالشام عام 1299-1300

أوائل عام 1300 كانت هناك إشاعة أوروبية قوية متفشية بذاك الوقت تقول بأن المغول احتلوا القدس وأنهم سيعيدونها للصليبيين. لكن كانت تلك مجرد إشاعة. صحيح أنه بعد انسحاب المماليك جنوبا إلى مصر وسحب المغول معظم جيشه شمالا، كان هناك فترة من الوقت مقدارها أربعة أشهر من فبراير حتى مايو 1300 كان الخان المغولي بالواقع هو الحاكم لبيت المقدس, ولكن النقاش يدور حول ماإذا كان هناك حضور مغولي بالمدينة أم لا، وإن كان هناك شبه إجماع بين المؤرخين الأوروبيين القدامى والمعاصرين بأنه لم يكن هناك غزو ولا حتى حصار للمدينة المقدسة أساساً.

## اقرأ أيضاً
- غزوات المغول للشام